# Sapaudia

La Gallia nel 481. Regno dei Burgundi, in rosso.

La Sapaudia è un'antica regione che corrisponde al territorio meridionale della provincia di Maxima Sequanorum, dove si insediarono i Burgundi nel 443. La Sapaudia si estendeva tra le Alpi nordoccidentali e la catena del Giura, fra i fiumi Ain e Rodano, il lago Lemano e l'Aar, inglobando le civitas di Ginevra, Nyon e Avenches. Sebbene la Sapaudia non corrisponda esattamente a nessuna regione moderna, i Burgundi probabilmente vivevano vicino a Lugdunum, l'odierna Lione. Sembra però che la capitale di questo regno burgundo fosse l'attuale Ginevra.

## Origine
Il termine Sapaudia, vuol dire letteralmente «paese degli abeti», ed è all'origine del nome moderno di Savoia.
L'uso del nome è inizialmente attestato a partire da poche righe di Ammiano Marcellino, nel 354, che descrivono il corso del fiume Rodano. Camille Jullian considera che si tratti del «paese attraversato dal Rodano alla sua uscita dal lago Lemano e prima del suo ingresso nella regione di Bugey»; lo storico svizzero P.-E. Martin dice che si tratterebbe piuttosto del territorio compreso fra Ginevra e Grenoble, incluse le valli di Tarantasia e Moriana; il medievalista francese Ferdinand Lot parla de «La Abetaia (...) la parte montagnosa e silvestre del grande territorio degli Allobrogi».
La Sapaudia si confonde con il paese degli Allobrogi, ma anche in parte con l'Elvezia fino a Eburodunum (Yverdon-les-bains). La frontiera passava a nord del Rodano, lungo i contrafforti del Giura. La regione, fra le Alpi e il Giura, era stata abbandonata degli elvezi, i quali si erano rifugiati nell'odierna Svizzera tedesca.
La Sapaudia viene occupata dai Burgundi dal 443 e Ginevra ne diventa la capitale. A partire da allora, l'Allobrogia perde il suo nome a favore di Sapaudia, fino a scomparire completamente verso l'alto Medioevo. La Chronica Gallica di 452 cita la regione descrivendo l'arrivo dei Burgundi nella provincia di Sapaudia: «Nel ventesimo anno del regno di Teodosio, la Sapaudia è data al resto dei Burgundi per essere divisa con gli indigeni» (Sapaudia Burgondionibus data est ci un indigents dividenda). Altri riferimenti datano del V secolo e dell'inizio del VI, ma senza defirnirne le frontiere.
La Chronica di Prospero d'Aquitania menziona la Sabaudia (455). All'atto della suddivisione dell'impero Carolingio nel 806, si parla di Saboja o Saboia, diversa dalla Maurienne e la Tarentasia, tant'è che nel VI secolo, il territorio è già suddiviso in cinque pagus major:
- Pagus Genevensis poi Contea di Ginevra
- Pagus Savogensis poi Contea di Savoia
- Pagus Bellicensis (Bugey)
- Pagus Tarentasia (Tarentasia)
- Pagus Maurianensis poi contea di Morienna della quale i signori erano originariamente i primi conti di Savoia.

## Storia
Nel 436, il romano Flavio Ezio sconfisse il popolo germanico dei Burgundi, grazie al sostegno degli Unni. Ezio, per prevenire un ulteriore attacco alle regioni del Belgio, proibì ai Burgundi di stabilirsi nei territori corrispondenti agli attuali Champagne e Lorena. 
Verso il 443, Ezio offre la Sapaudia ai Burgundi, con il beneplacito dell'imperatore Valentiniano III. Questi vengono spostati dal Palatinato, verso questa nuova regione, con la forza. Gundicaro diviene quindi il primo re di Sapaudia. Lo scopo di Ezio era di crearsi una riserva di uomini in armi per le guerre in Gallia e, allo stesso tempo, di rendere sicura la frontiera con gli Alamanni, frenando la loro espansione sull'altipiano svizzero. La Sapaudia non è stata però mai considerata come una provincia. I Burgundi spostarono la capitale da Worms a Ginevra.
La mancanza di fonti non permette di affermare chi controllasse quel territorio, almeno fino al X secolo, se non che un certo numero di pagus si formano, attorno alle città di Ginevra, Grenoble e Belley. Si sa che verso il 880, la parte nord di questo territorio apparteneva al secondo regno di Borgogna ed il sud al Regno di Arles.
Sotto il regno di Rodolfo III di Borgogna (888), la Sapaudia era totalmente inclusa nel suo regno, anche se divisa in vari contee (pagi), con l'eccezione della parte meridionale, la contea di Grenoble, che passa definitivamente al regno di Francia nel 890. La Sapaudia è ormai solo la provincia della Savoia Propria, futura contea di Savoia, controllata dal casato dei Savoia.

### Guerre di religione

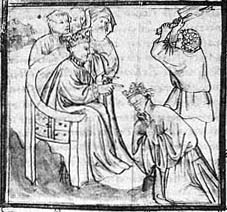
Esecuzione di Sigismondo davanti a Clodomiro

Gli storici della chiesa del V secolo, Orosio e Socrate, buona parte dei Burgundi della Sapaudia erano cattolici, ma i re della seconda dinastia seguivano l'arianesimo, come i re Gundobado, Sigismondo, Godomaro e Godesigelo, prima che si convertissero.
Nel 500, Clodoveo, che si era convertito al cattolicesimo dopo la vittoria contro gli Alamanni, decise di attaccare i Burgundi, ancora politeisti. Secondo lo storico Gregorio di Tours, Clodoveo voleva lavare l'onore di sua moglie Clotilde, nipote del re Gundobado, che aveva sposato nel 493. La guerra, vinta da Clodoveo, fu anche voluta da Godegiselo, che divideva il trono di Sapaudia con suo fratello Gundobado e che tradì in cambio dell'appoggio dei Franchi.
Gundobado fuggì verso sud con parte del suo esercito, ad Avignone. Si alleò con Alarico II, re dei Visigoti, che gli permise di assediare Vienne e di uccidere Godesigelo, assieme a sua moglie, i suoi due figli ed il vescovo.
La conversione di Sigismondo, figlio di Gundobado, dall'arianesimo al cattolicesimo ravvivò le tensioni fra Burgundi ed Ostrogoti nel primo decennio del VI secolo. Le tensioni sfociarono in una guerra, nella quale i re merovingi occuparono il nord della Sapaudia, mentre Teodorico s'impossessò dell'area fra i fiumi Isère e Durance nel 523. Re Sigismondo venne ucciso dai Franchi. Gli succedette Godomaro che subì un'ulteriore sconfitta nel 534 a Autun. La Sapaudia venne quindi suddivisa dai re merovingi vincitori: Teodoberto il nord (Besançon, Autun, Chalon, Aventicum-Vindonissa), a Childeberto il centro (Lugdunum, Vienne, Grenoble, Ginevra) e a Clotario il sud.

## Demografia
Gli storici stimano che nel 443, la popolazione fosse fra 80 000 e 100 000 abitanti. Uno studio demografico dei cimiteri ha dimostrato l'esistenza di circa 400 000 burgundi nei vari secoli d'occupazione, il che indica un regno molto popolato per l'epoca. I Burgundi potrebbero però rappresentare solo un terzo o addirittura un decimo della popolazione della Sapaudia, dato che la regione contava già una presenza da parte di popoli romani prima dell'arrivo dei Burgundi.